# Club Gimnasia y Esgrima (Concepción del Uruguay)
O Club Gimnasia y Esgrima, também conhecido como Gimnasia y Esgrima de Concepción del Uruguay ou como Gimnasia y Esgrima de Entre Ríos, é um clube esportivo argentino localizado em Concepción del Uruguay, cidade e capital do departamento de Uruguay, na província de Entre Ríos. O clube foi fundado em 8 de fevereiro de 1917 e ostenta as cores celeste e branco.
Sua principal atividade esportiva é o futebol. O clube disputa atualmente o Torneo Federal A, terceira divisão do Campeonato Argentino de Futebol para clubes indiretamente afiliados à Associação do Futebol Argentino (AFA).
O clube manda seus jogos no estádio Manuel y Ramón Nuñez, do qual é proprietário, e cuja inauguração ocorreu em 1970. A praça esportiva, também localizada em Concepción del Uruguay, conta com capacidade para aproximadamente 7 000 espectadores.
Disputa o chamado Clássico de Entre Rios com o Patronato de Paraná, ainda que seu clássico local seja com o Club Atletico Uruguay, que disputa a Liga de fútbol de Concepción del Uruguay.[carece de fontes?]

## História

### Fundação
O clube foi fundado por um grupo de jovens entrerrianos em 8 de fevereiro de 1917 após uma reunião realizada na casa de Ignacio Frías, na Rua 25 de Mayo nº 258, na cidade de Concepción del Uruguay.

### Nome
O nome de Gimnasia y Esgrima foi copiado do clube de Gimnasia y Esgrima de Buenos Aires (GEBA) ou do Club Gimnasia y Esgrima de La Plata (GELP).
| GEBA | Fundado em 11 de novembro de 1880, foi filiado à atual AFA entre 1905 e 1919.                                                        |
| GELP | Fundado em 3 de junho de 1887. Ingressou e se retirou em 1905. Filiou-se novamente em 1915. Desde então compete nos torneios da AFA. |

### Apelido
O clube é carinhosamente apelidado de El Lobo. O apelido foi herdado do Gimnasia y Esgrima platense, que é popularmente chamado de "lobo", porque tem seu estádio na floresta da cidade de La Plata. Para diferenciá-lo dos demais clubes denominados "Gimnasia y Esgrima", o clube de Concepción dei Uruguay é conhecido como o "lobo entrerriano" ou o "lobo de Entre Ríos".

## Estádios
| Nome oficial   | Manuel y Ramón Nuñez                                     |
| Origem do nome | Homenagem a Manuel e Ramón Nuñez, ex-dirigentes do clube |
| Ruas           | Perú, Santa Teresita e P. Lorentz                        |
| Localidade     | Concepción del Uruguay                                   |
| Departamento   | Uruguay                                                  |
| Província      | Entre Ríos (Argentina)                                   |
| Inauguração    | 1970                                                     |
| Capacidade     | 7 000                                                    |

## Cronologia no Futebol Argentino
| Tipo de Afiliação      | Indireta                                         |
| Liga de Origem         | Liga de Fútbol de Concepción del Uruguay         |
| Torneios Não Regulares |                                                  |
| Ano                    | 1974                                             |
| Competição             | Torneo Regional – Segunda Divisão (Interior)     |
| Organizador            | Conselho Federal do Futebol Argentino (CFFA)     |
| Torneios Regulares     |                                                  |
| Temporada              | 1995–96                                          |
| Competição             | Torneo Argentino A – Terceira Divisão (Interior) |
| Organizador            | Conselho Federal do Futebol Argentino (CFFA)     |

| Divisão                     | Competição            | Período                                              | Associação |
| --------------------------- | --------------------- | ---------------------------------------------------- | ---------- |
| Segunda Divisão (Interior)  | Torneo Regional       | 1974, 1977, 1978, 1981, 1985, 1985–86                | CFFA       |
| Segunda Divisão             | Primera B Nacional    | 1996–97, 1998–99 a 2003–04                           | CFFA       |
| Terceira Divisão (Interior) | Torneo del Interior   | 1988–89, 1989–90, 1990–91, 1992–93, 1993–94, 1994–95 | CFFA       |
| Terceira Divisão            | Torneo Zonal Noroeste | 1991                                                 | AFA        |
| Quarta Divisão (Interior)   | Torneo Argentino A    | 1995–96, 1997–98, 2004–05 a 2013–14                  | CFFA       |
| Quarta Divisão (Interior)   | Torneo Federal A      | Desde 2014                                           | CFFA       |

## Títulos
| Divisão                     | Competição         | Total | Ano(s) / Temporada(s) |
| --------------------------- | ------------------ | ----- | --------------------- |
| Terceira Divisão (Interior) | Torneo Argentino A | 2     | 1995–96, 1997–98      |

| Competição                               | Total | Ano(s) / Temporada(s) |
| ---------------------------------------- | ----- | --- |
| Liga de Fútbol de Concepción del Uruguay | 41    | 1921, 1923, 1925, 1927, 1928, 1929, 1930, 1934, 1935, 1938, 1939, 1942, 1943, 1945, 1947, 1950, 1951, 1952, 1953, 1954, 1956, 1958, 1959, 1960, 1961, 1962, 1966, 1973, 1976, 1977, 1980, 1984, 1985, 1987, 1988, 1989, 1990, 1991, 1992, 1993, 1994 |

## Clássico Entrerriano
É a partida entre dois clubes rivais de Entre Rios: Patronato de Paraná e Gimnasia y Esgrima de Concepcion del Uruguay. É a partida de futebol mais importante desta província.
Retrospecto
- Vitórias do Patronato: 10
- Vitórias do Gimnasia: 11
- Empates: 8